# Görgeiho tunel
Görgeiho tunel (jiné názvy: Görgeyho tunel, Gergelyho tunel, Gergeliho tunel) je tunel, překonávající vrcholovou část hřebene Kremnických vrchů v sedle Tunel. V současnosti (2020) slouží jako turistická atrakce usnadňující přechod značenou turistickou stezkou přes hřeben.

## Poloha
Tunel se nachází na rozhraní Banskobystrického a Žilinského kraje a okresů Banská Bystrica, Žiar nad Hronom a Turčianske Teplice. Leží na pomezí katastru obcí Tajov, Turček a Krahule, pod sedlem Tunel. Prochází jím  červenou značkou značená cesta ze Skalky, který se připojuje na hlavní hřebenovku a cestu do Tajova.

## Historie

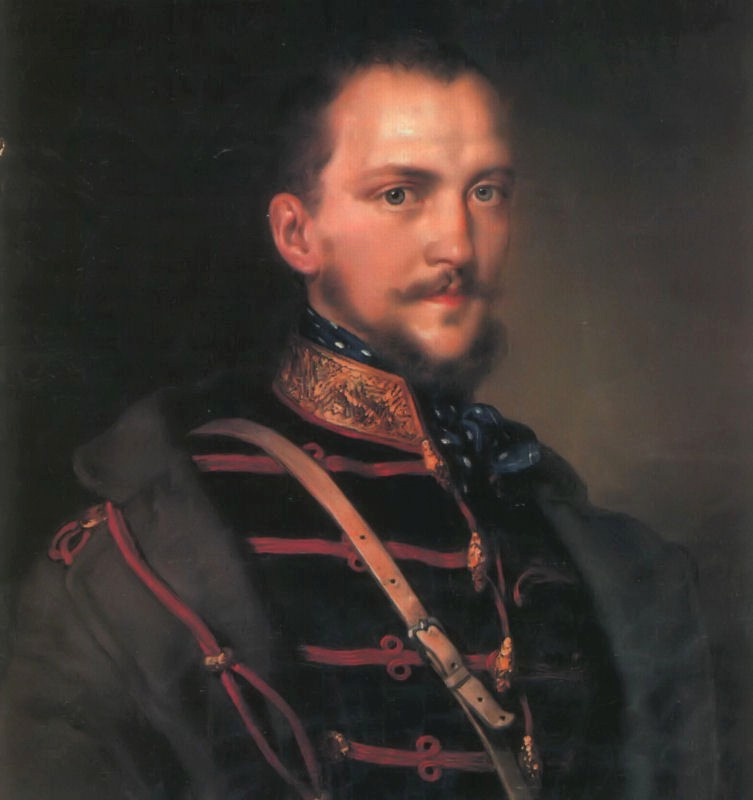
Portrét generála Artúra Görgeye

Tunel byl vybudovaný pravděpodobně ve 14. století na staré, tzv. Zlaté cestě, spojující Banskou Bystrici s Kremnici. Thurzovsko-fuggerovská společnost, která potřebovala zkrátit cestu mezi důlními městy, dala vybudovat tunel pod hřebenem Kremnických vrchů. Zjednodušila se tím doprava rud do Kremnické mincovny. Tunel byl využíván i během vojenských událostí. Několikrát byl zničený a později obnovený. 
Tunel byl využívaný i po útlumu těžby rud. Je zdokumentovaný přesun povstalců Gabriela Bethlena či císaře Josefa II. horskou cestou. Jako výraznou zkratku využívali tuto cestu po staletí i poutníci směřující do Starých Hor. 
V novodobých časech tunel poskytl na konci 2. světové války vhodnou cestu pro dopravu zlata a cenností z Kremnice do Banské Bystrice, staly se základem národního pokladu.

## Název tunelu
Jméno dostal tunel po generálovi Arturovi Görgeiovi, veliteli vzbouřenců během revoluce v letech 1848–1849, který tudy utíkal před císařským vojskem.

## Současnost
Po opakovaném zavalení a následných opravách byl obnoven turistickými spolky. V současnosti je už bezpečný. Má délku cca 30 metrů, vede jím značená stezka z Tajova na Skalku. V blízkosti je vybudovaný altán.

## Přístup
- po  žluté značce z Tajova
- po  červené značce ze Skalky[2]